# 新石铁路

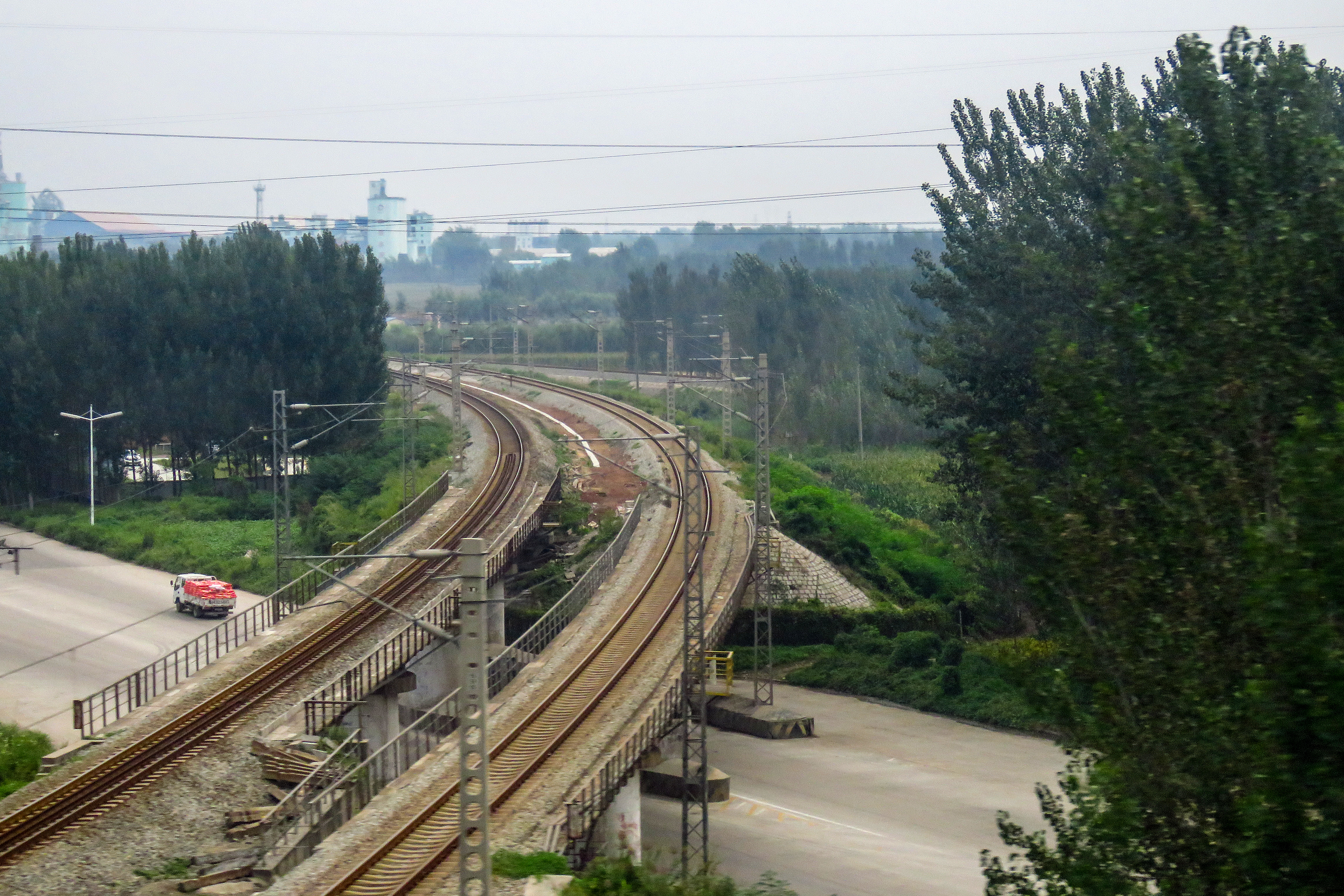
新石铁路南陶洛段

新石铁路起自河南省新乡市卫滨区的新乡站，止于山东省日照市的石臼所站，由新兖铁路和兖石铁路组成，全长613.203千米。1985年底全线建成通车。途径新乡站、长垣站、菏泽站、巨野站、嘉祥站、济宁站、兖州站、曲阜站、平邑站、石臼所站，是山东、河南两省的重要铁路干线。